# Имшеник, Фёдор Петрович
Фёдор Петрович Имшеник (бел. Хведар Пятровіч Імшэнік, криптоним: Хв. Ім.; 4 сентября 1884, д. Хотислав Брест-Литовского уезда Гродненской губернии — после 1931, Уфа (?)) — белорусский литературовед, мемуарист, педагог.

## Биография
Учился в Жировицком духовном училище, Литовской духовной семинарии (1900—1907).
Был сотрудником газеты «Наша нива». Окончил Юрьевский (Тартуский) университет. Во время учёбы арестовывался за участие в студенческих волнениях. В 1906—1912 член БСГ.
После окончания университета по приглашению М. Богдановича переехал в Ярославль; преподавал в частной мужской гимназии. В 1918 году вместе с эвакуировавшимся сюда Минском учительским институтом возвратился в Минск. Работал преподавателем филологии и истории в Марьино-Горском сельскохозяйственном техникуме. В 1923—1924 директор Бобруйского, в 1924—1927 Рогачевского, в 1927—1930 преподаватель Гомельского педтехникумов. Написал воспоминания о М. Богдановиче.
Арестован 15 июля 1930 по делу «Союза освобождения Беларуси». 10 апреля 1931 согласно постановлению Коллегии ОГПУ сослан на 5 лет в Уфу. Дальнейшая судьба неизвестна.